# Манфред I (Торино)
Манфред I, известен и като Оделрик Манфред I или Манифред (на италиански: Manfredo I, Olderico Manfredi I, Magnifredo; † ок. 1000) от родa Ардуини, е вторият маркграф на Торино от 977 г. до смъртта си.

## Произход
Той е най-големият син на Ардуин Глабер († 976/977), граф на Ауриате от 935 г. и първи маркграф на Торино (964 – 977), и на съпругата му Емилия (Имула) от Суза. Негови дядо и баба по бащина линия са франкският благородник Рожер, граф на Ауриате, и Емилия (Имула), а по майчина –Адалберт Ато. Има двама братя и две сестри:
- Ардуин IV († сл. 1029), граф
- Алсинда (Анселда), съпруга на пфалцграф Гизелберт II, граф на Бергамо
- Ото († 19 януари сл. 998), граф, маркграф 996
- Рихилда или Ихилда († сл. 989), съпруга на Конрад Конон, шести маркграф на Ивреа от 970 г., херцог на Сполето и на Камерино поне от юни 996 до 997 г.

## Биография
Манфред I наследява от баща си Графство Ауриате и Маркграфство Торино. Той управлява територията между Западните Алпи, По и Лигурско море. Контролира пътя от Генуа за Марсилия, който има голямо икономическо и политическо значение.

## Брак и потомство
∞ пр. 8 март 991 г. за Прангарда от Каноса († 991), дъщеря на маркграф Адалберт Ато II от Каноса и на съпругата му Илдегарда (Хилдегард) Супонидска, от която има шест сина:
- Оделрик Манфред II (* 992, † 1034), маркграф на Торино; ∞ 1014 за Берта д’Есте (* 997, † 1037), дъщеря на маркграф Оберто II, от която има един син и три дъщери
- Адалрик († декември 1035 в битката при Кампо Мало), епископ на Асти (1008 – 1034)
- Ото († сл. 1029), маркграф
- Ато († сл. 1029), маркграф
- Хуго († сл. 1029), маркграф
- Видо († сл. 1029), маркграф